# Vince Evans
Vincent Tobias Evans (Greensboro, 14 giugno 1955) è un ex giocatore di football americano statunitense che ha giocato nel ruolo di quarterback nella National Football League e nella United States Football League. Al college ha giocato a football alla University of Southern California

## Carriera
Evans fu scelto dai Chicago Bears nel corso del sesto giro (140º assoluto) del Draft NFL 1977. In una carriera di quasi vent'anni giocò anche per i Chicago Blitz e i Denver Gold della USFL e per i Los Angeles Raiders. Evans è l'unico giocatore della storia dei Chicago Bears ad avere terminato una partita con un passer rating perfetto. Ciò avvenne contro i Green Bay Packers nella stagione 1980, quando completò 18 passaggi su 22 per 316 yard e tre touchdown. Quella gara segnò anche la prima volta dal 1970 che un quarterback dei Bears passava più di 300 yard in una partita.

## Statistiche
NFL
| Yard passate  | 9.485 |
| Touchdown     | 52    |
| Intercetti    | 74    |
| Passer rating | 63,0  |